# Crisis de rehenes de Lutsk
El 21 de julio de 2020, tuvo lugar una crisis de rehenes en Lutsk, capital del Óblast de Volinia, en Ucrania. Maksym Kryvosh se apoderó de un autobús BAZ A079 y se atrincheró a sí mismo y a 13 pasajeros en el interior de la plaza Teatralna. La crisis finalmente se resolvió con la liberación de los rehenes y el arresto de Kryvosh.

## Cronología
Alrededor de las 9:35 hora local, un hombre armado tomó el control de un autobús interurbano en la ruta Krasnylivka-Berestechko en la Plaza Teatralnaia en el centro de Lutsk. Poco antes, publicó un mensaje en Twitter declarando que "el estado es el mayor terrorista" y pidiendo a los altos funcionarios ucranianos que declaren públicamente que ellos mismos eran terroristas. La zona fue evacuada y rodeada por agentes del orden.
Cada 20-30 minutos había disparos desde la dirección del autobús. Según estimaciones realizadas durante el día, había entre 10 (según el Servicio de Seguridad de Ucrania) y 20 (según la policía) personas en el autobús. Se ha abierto una causa penal con arreglo al artículo 147 del Código Penal de Ucrania: toma de rehenes. Unas horas después, se abrió una causa penal sobre el acto terrorista.
Poco después de que estallara la crisis de los rehenes, el presidente ucraniano Volodímir Zelenski dijo que había tomado la situación bajo control personal y estaba tratando de resolver la crisis sin admitir víctimas. La policía lanzó la Operación Rehén y el Servicio de Seguridad de Ucrania implementó el Plan Boomerang. También participó el Departamento Especial de la Guardia Nacional Omega. El ministro del Interior, Arsen Avakov, llegó al lugar para coordinar las acciones policiales.
El atacante presentó una lista de reclamaciones; exigió que los altos funcionarios ucranianos se declaren terroristas, y que el presidente Zelenski publique un mensaje en video recomendando la visualización del documental Earthlings. El atacante hizo la primera concesión aprox. a las 6 de la tarde, cuando accedió a que le dieran agua potable a los rehenes.
Alrededor de las 9 de la noche, el presidente Zelenski mantuvo una conversación telefónica con el atacante; como resultado, según la oficina de prensa de la presidencia, el terrorista liberó a tres de los rehenes. Pronto, Zelenski publicó una publicación en Facebook en la que cumple con uno de los requisitos, instando al público a ver la película Earthlings. A las 21:46, el atacante se entregó a las autoridades y la policía tomó los 13 rehenes. Zelenski eliminó su publicación inmediatamente después del arresto del terrorista.